# ヒッポファミリークラブ
ヒッポファミリークラブ（Hippo Family Club 略称 ヒッポ）は、複数の言語を同時に自然習得することを目的とした会員制クラブである。ホームステイや交換留学の斡旋も行っている。
東京都渋谷区に本部事務所を置く言語交流研究所(LEX)という団体が運営している。ラボ教育センターを退職した榊原陽らにより1981年10月に活動を開始。2013年1月に一般財団法人に移行した。韓国、台湾、アメリカ合衆国、メキシコにも事務所がある。

## 言語交流研究所
ヒッポファミリークラブは、言語交流研究所の実践部門にあたる。
言語交流研究所(LEX)は、1981年10月に設立され、「ことばと人間」を研究テーマに、多言語の自然習得及び多国間交流の実践を通して、言語と人間の科学的探究を進め、国際間の理解と人類の共生に寄与することを目的としている。主に「多言語の自然習得活動」、「国際交流活動」、「研究・開発活動」の3つの活動を柱とした「ヒッポファミリークラブ」（会員制）の
運営を行っている。
下記参照
https://minhyo.jp/hippo

### 組織構成
同研究所は、理事会・研究員（フェロウ）と事務局からなる。東京都渋谷区に本部を置き、名古屋、大阪、広島、福岡に事務所、全国700ヵ所に活動場所がある。アメリカ、韓国、メキシコ、台湾にも事務所がある。

### 言語
・スペイン語
・韓国語
・英語
・日本語
・ドイツ語
・中国語
・フランス語
・イタリア語
・ロシア語
・タイ語
・マレーシア語
・ポルトガル語
・インドネシア語
・広東語
・モンゴル語
・アラビア語
・ヒンディー語
・トルコ語
・スウェーデン語
・台湾語
・スワヒリ語
・ベトナム語
2023年現在

### 関連出版物
- 『冒険』シリーズ - 日本語、英語、韓国語、中国語、スペイン語の翻訳版も出版されている。
  - 『新装改訂版 フーリエの冒険』（ヒッポファミリークラブ）ISBN 978-4-906519-14-9
  - 『新装改訂版 量子力学の冒険』（ヒッポファミリークラブ）ISBN 978-4906519-16-3
  - 『DNAの冒険』（ヒッポファミリークラブ）ISBN 978-4906519019

- 『暗号』シリーズ - 藤村由加著　新潮社刊
  - 『人麻呂の暗号』ISBN 978-4101258218
  - 『額田王の暗号』ISBN 978-4101258225
  - 『古事記の暗号』ISBN 978-4101258232
  - 『枕詞の暗号』ISBN 978-4101258249

- 『オドロ木モモノ木ヒッポノ記』（ヒッポファミリークラブ）

## 関係者
- 赤瀬川隼
- 榊原陽
- 藤村由加